# Sindrome di Sézary

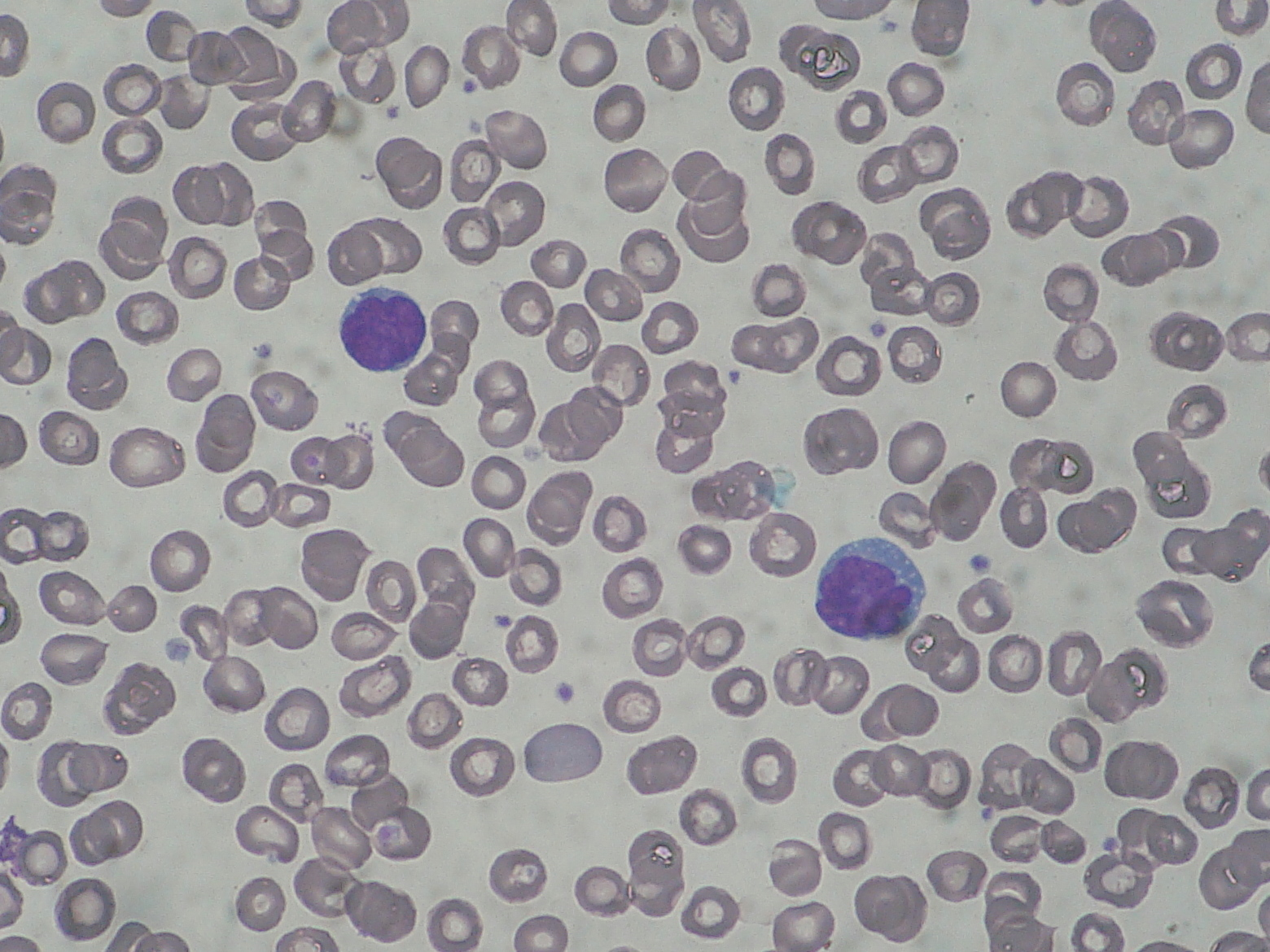
Cellule di Sézary: cellule T anormali pleomorfe a nucleo convoluto (striscio di sangue periferico - metodo di May-Grunwald e Giemsa).

La sindrome di Sézary è una forma di linfoma cutaneo identificato per la prima volta da Albert Sézary.

## Clinica
Le cellule affette sono linfociti T che hanno quantità patologiche di mucopolisaccaridi.
Si manifesta con una tipica triade clinica, caratterizzata da eritrodermia, linfoadenopatia generalizzata e presenza di linfociti T neoplastici in cute, linfonodi e sangue. L'eritrodermia è frequentemente preceduta da una dermatite aspecifica si ritiene possa rappresentare l'ultima evoluzione della micosi fungoide. Sono frequentemente associati alopecia, prurito, onicodistrofia e cheratodermia palmo-plantare.

## Diagnosi
Non esiste consenso unanime sui parametri ematologici utili per la diagnosi di sindrome di Sézary. Il criterio classico è il rilievo di cellule di Sézary in numero maggiore a 1000/mm3; altri criteri, suggeriti da vari autori sono:
- rapporto CD4/CD8 > 10
- rilievo di riarrangiamento monoclonale del TCR nel sangue periferico.

## Prognosi
La prognosi della sindrome di Sézary è sfavorevole, con una sopravvivenza a 5 anni pari a circa l'11%.

## Trattamento
Gli approcci terapeutici sono vari e includono chemioterapia, timopentina, metotrexato, fotoferesi in monoterapia o associata a interferone alfa.
In particolare, la fotoferesi è ben tollerata sia in combinazione con altre terapie sistemiche, sia in monoterapia nella SS (o nella MF eritrodermica). La fotoferesi estracorporea, se usata durante le prime tre linee di trattamento sistemico, ha dimostrato "un tempo al prossimo trattamento" (TTNT) superiore a quello di altre terapie o della stessa fotoferesi se usata dopo la terza linea